# Blaquier (Florentino Ameghino)
Blaquier es una localidad del partido de Florentino Ameghino, provincia de Buenos Aires, Argentina.
Dista 27 km al norte de la ciudad de Ameghino por camino asfaltado, Ruta 66, y a la misma distancia de la Ruta Nacional 188.

## Población
Cuenta con 676 habitantes (Indec, 2010), lo que no representa cambio respecto a los 676 habitantes (Indec, 2001) del censo anterior.
| Gráfica de evolución demográfica de Blaquier entre 1991 y 2010 |
|                                                                |
| Fuente: Censos nacionales del INDEC                            |

## Toponimia e historia
Alberto Blaquier fue el donante de los terrenos en los cuales se construyó la estación del ferrocarril de Buenos Aires al Pacífico, que en su homenaje denominó a la misma con su apellido.
El 1° de diciembre de 1905 se registró el arribo del primer tren a la flamante localidad de Blaquier. En noviembre de 1906 el agrimensor Graciano Ferrero, llevó a cabo la mensura de los terrenos dándosele el nombre de Colonia y Villa Príncipe di Piemonte, nombre que no prosperó y por ello el pueblo que comenzó a crecer toma el nombre de la estación, Blaquier.

## Sistema educativo
En la comunidad, funcionan los siguientes establecimientos educativos: jardín de infantes N.º 902 Felipe Lahite, la escuela N.º 2 Hipólito Yrigoyen, y la escuela de educación secundaria N.º 2 Principe Di Piemonte.

## Blaquierenses reconocidos
- Ángel Enrique Tacuarita Brandazza (1949-1972), militante social asesinado por el Ejército argentino; es el caso más antiguo recogido por la Conadep (Comisión Nacional sobre la Desaparición de Personas).
- Miguel Ángel Tojo (Blaquier, provincia de Buenos Aires, Argentina; 9 de julio de 1943) es un exfutbolista y director técnico argentino. Jugaba como delantero y su primer equipo fue Ferro. Su último club antes de retirarse fue Unión de Santa Fe